# 시모다촌 (시가현)
시모다촌(下田村)은 시가현 고카군에 설치되었던 촌이다. 현재의 고난시에 해당한다.